# Парк природе Лоњско поље
Парк природе Лоњско поље, површине 50.650 ha је заштићено мочварно подручје у Хрватској између градова Сиска и Старе Градишке које се налази у алувијалној равни реке Саве и њене притоке Лоње која пре ушћа у Саву тече паралелно са њом и одваја се у два рукавца (Стара Лоња и Требеж). Парк природе чине три поља: Лоњско, Мокро и Поганово. Лоњско поље је уписано на листу Рамсарских подручја 3. фебруара 1993. године. Парк природе Лоњско поље је 1. фебруара 2005. године предложен за упис на листу Светске баштине као мешовито природно и културно добро.

## Природне одлике
Најзначајнији еколошки елемент у Парку природе Лоњско поље су поплаве које се могу догодити у било које доба године, због специфичног просторног распореда водотокова. Водни таласи су често велики и парк природе има врло важну улогу за одбрану од поплава у подручју на коме се налази где се преплићу станишта типична за поплављена подручја као што су влажне шуме, травњаци, ливаде, мочварна станишта, али и јарци и канали, као резултат дугогодишњег људског утицаја. Подручје парка од око 12.000 ha пашњака користи се за испашу с великом концентрацијом аутохтоних врста (коњ посавац, славонско-сремско сиво говече, туропољска свиња).
Три орнитолошка резервата Крапје Ђол, Ракита и Дражиблато су допринела да ово подручје буде проглашено од изузетног значаја за птице (Important Birds Area - IBA) у складу са Директивом о птицама ЕУ. Између осталих овде се налазе следеће врсте птица: бела рода, чапља кашикара, орао белорепан (Haliaeetus albicilla), дивља патка, обични мишар (Buteo buteo), прдавац (Crex crex), мали вранац (Phalacrocorax pygmaeus), као и угрожене врсте: степски соко (Falco cherrug), патка њорка (Aythya nyroca) и др. У парку природе се налази и село Чигоч у ком већина кућа има „своје” гнездо рода, због чега је 1994. године проглашено за „европско село рода”.
Поред птица у овом парку природе имају станиште и следеће животиње: видра, оштроухи слепи миш (Myotis bechsteinii), барска корњача (Emys orbicularis), шумска гаталинка (Hyla arborea), мрмољак (Triturus dobrogicus); рибе: умбра (Umbra krameri), кечига (Acipenser ruthenus), пастрмка (Hucho hucho), зракоперка (Cobitis elongata), шаран (Romanogobio uranoscopus), белица плотица (Rutilus pigus), балавац пругасти (Gymnocephalus schraetser), мали вретенар (Zingel streber); инсекти: лептири Lycaena dispar, Carabus intricatus и угрожена стрижибуба (Rosalia alpina).